# Оберндорф (Осте)
Оберндорф (њем. Oberndorf) општина је у њемачкој савезној држави Доња Саксонија. Једно је од 57 општинских средишта округа Куксхафен. Према процјени из 2010. у општини је живјело 1.456 становника. Посједује регионалну шифру (AGS) 3352042.

## Географски и демографски подаци
Оберндорф се налази у савезној држави Доња Саксонија у округу Куксхафен. Општина се налази на надморској висини од 1 метара. Површина општине износи 32,7 km². У самом мјесту је, према процјени из 2010. године, живјело 1.456 становника. Просјечна густина становништва износи 45 становника/km².